# Assistance médicale indigène
L’Assistance médicale indigène (AMI) est le premier système de santé publique créé par l’administration coloniale française, sous la Troisième République dans les territoires africains et indochinois colonisés par la France. Le modèle est d’abord inventé à Madagascar par Gallieni en 1899 puis étendu progressivement. 

## Buts recherchés
La France qui développe son Empire colonial dans le dernier tiers du XIXe siècle poursuit des buts politiques divers et contrastés dont certains relèvent de la volonté d’étendre aux peuples colonisés les valeurs de la Révolution française. L’égalité d’accès aux soins et à l’instruction, comme pour les français de la métropole, a donc été particulièrement mis en avant par l’administration coloniale.
Par ailleurs le développement économique de chaque colonie est un impératif pour l’administration, visant à obtenir l’indépendance financière de chaque territoire, la colonie ne devant pas coûter à la métropole. Pour cela il faut une main d’œuvre en bonne santé et instruite. Dès lors l’objectif philosophique rejoint le but économique et une politique de santé doit être développée dans chaque colonie. L’action en faveur de la santé n’est donc pas dans ce contexte l’apanage des soignants mais bien une volonté politique de l’administration coloniale.

## Histoire

### Prémices à Madagascar
La création de l’AMI se situe à Madagascar, où le décret du 20 avril 1899 signé par le Gouverneur général Gallieni, conseillé par un jeune médecin colonial, Alexandre Lasnet, vient compléter la volonté du gouverneur d’assurer le développement sanitaire de la colonie et prend place trois ans après la création par décret du 11 décembre 1896 par le même Gallieni de la première école de médecine coloniale à Tananarive et peu de temps avant la création de l'institut vaccinogène, futur Institut Pasteur de Madagascar.
Ce  décret constitue la première organisation d’un service d’aide médicale gratuite aux populations autochtones. Ses buts sont : les soins médicaux aux fonctionnaires et à la population européenne et indigène, le service des établissements hospitaliers, la police sanitaire, le service des épidémies, de l’hygiène et de la santé publique.
L’ambition est démesurée : en dix ans, la France a plus que doublé le nombre des individus dont elle doit assurer la bonne santé, et ces nouveaux millions de ressortissants sont, pour près de 100 %, des indigents au sens littéral du terme.
L’Algérie a posé le même problème plus tôt. Il y fut résolu par le recrutement de « médecins de colonisation » libéraux mais conventionnés pour les soins aux indigents. Cette solution est un échec pour les colonies lointaines, surtout d’Afrique noire dont le climat a une très mauvaise réputation. Il paraît alors préférable de former sur place du personnel de santé autochtones pour renforcer le Corps de santé colonial.

### Diffusion à l’Afrique occidentale française
À partir de 1905, la pacification de l’Afrique-Occidentale française étant acquise, l’AMI y est instaurée. Le plus souvent, le médecin est un médecin militaire du Corps de santé colonial en position hors-cadres seul dans son poste avec un « aide-infirmier ». Le métier est rude, il est victime des maladies qu’il tente de guérir. Il n’est pas toujours disponible pour répondre à des demandes dispersées. Et s’il y répond, il interrompt son activité. Ainsi, en 1906, quand Dupont, en poste à Koury, va porter secours à son confrère Maupetit à Gaoua, gravement malade, il ferme son dispensaire et parcourt les 300 km qui séparent les deux bourgades à travers un pays infesté de glossines et autres simulies. Pendant trois semaines, le dispensaire de Koury est fermé.
Les débuts sont d’autant plus difficiles que la Première Guerre mondiale ramène en France nombre de médecins militaires de l’AMI, des dispensaires sont désertés. Mais pourtant en 1917, le gouverneur général, Joost Van Vollenhoven, lance une politique qui met l’Africain au centre de ses préoccupations : pour développer ces régions, il faut que leurs habitants soient en bonne santé et il souligne l’importance de l’assistance médicale et des services d’hygiène. Il crée des villages pour lépreux. En janvier 1918, Angoulvant, son successeur, signe le décret de création de l’école de médecine de Dakar dont les diplômés vont donner un nouvel élan à l’AMI. La première promotion en sortira en 1923.
Dès 1924, le ministre des Colonies, Édouard Daladier, recommande une orientation préventive et sociale à l’assistance médicale. Le gouverneur général Jules Carde, en AOF, avec le concours d’Alexandre Lasnet, en édicte les instructions d’application : chaque chef-lieu de colonie doit disposer d’un hôpital ordinaire suffisamment équipé avec des services de chirurgie, radiologie, bactériologie, laboratoire et magasin de ravitaillement ; chaque circonscription administrative doit disposer d’un dispensaire annexé d’une maternité ; des postes médicaux sont créés dans les villages importants, centres de soins et observatoires de prévalence des maladies endémiques ; un état-civil doit être établi ainsi que des statistiques démographiques.
Le nombre de médecins augmente rapidement ainsi que les budgets sanitaires qui triplent entre 1925 et 1927, chaque colonie étant invitée à y consacrer 7 à 12 % de son budget global. Dans le même temps, les premières promotions sortent de l’École de Dakar. À partir de 1939, médecins et pharmaciens auxiliaires sont plus nombreux que ceux du Corps de santé colonial. Leurs responsabilités sont élargies. La couverture sanitaire totale ne sera réalisée qu’après plusieurs années, vers 1930.
En 1944, l’AMI devient Assistance médicale autochtone (AMA) et se consacre à la médecine curative et individuelle, à l’assainissement des villes ou villages où les postes sont implantés. La confiance des populations est acquise. La polyvalence du médecin de brousse s’exprime pleinement. En 1949, on compte, en AOF, 852 formations médicales diverses dont 8 hôpitaux.
Au moment des indépendances, le service fonctionne sans heurts. Les médecins et pharmaciens coloniaux restent à leurs postes (en coopération) et ne seront désengagés que progressivement, au rythme de la sortie des facultés africaines des médecins nationaux.

### Diffusion en Indochine
En Indochine, dès 1903, le directeur du service de santé des troupes, Charles Grall, élabore un projet d’assistance médicale indochinoise assurée par des médecins du Corps de santé colonial en position hors-cadres en attendant que les effectifs nécessaires de médecins civils français aient été recrutés. En 1909, une Inspection générale de l’AMI est créée. Le docteur Joseph Briand dirige l'hôpital indigène de Bentré en Cochinchine, dans ce cadre là de 1910 et 1911. L’inspection devient indépendante du service de santé militaire en 1931. Des emprunts de personnel sont néanmoins toujours faits au Corps de santé colonial.
Le nombre de médecins progresse rapidement : 45 en 1907, 115 en 1910, 128 en 1931 dont seulement 26 militaires hors-cadres. Les pharmaciens sont au nombre de 6 dont 5 militaires hors-cadres.
En 1902, une École de médecine, dirigée par Alexandre Yersin est ouverte à Hanoi. Les élèves sont engagés pour dix ans après leurs études. La première promotion sort en 1907 et, en quelques années, leur nombre dépasse celui des médecins français.
La Première Guerre mondiale ralentit cette évolution pendant une décennie à l’issue de laquelle l’AMI reprend avec vigueur toutes ses actions. La vaccination antivariolique est généralisée. La vaccination antirabique est accessible partout. La grande épidémie extrême-orientale de choléra de 1926 et 1927 est endiguée par la sérothérapie et la vaccination. Le BCG est administré dans toutes les maternités d’Indochine à partir de 1927.
Au-delà de cette lutte contre les endémies, la protection de la santé élargit son champ à l’adduction d’eau potable, à l’élimination des eaux usées, d’une façon générale à l’hygiène. D’autre part, on assiste au développement de l’hospitalisation rurale. L’évolution du nombre des formations sanitaires en est le témoin : 336 établissements en 1921, 573 en 1931 dont 127 hôpitaux, ambulances, lazarets, 414 infirmeries et maternités, 4 instituts ophtalmologiques, 17 asiles et 10 léproseries, ce qui représente 13 860 lits correspondant à près de 4 millions de journées d’hospitalisation. À partir de 1940, pour cause de guerre mondiale, l’Indochine vit en circuit fermé. La production locale de quinine suffit aux besoins du territoire, on peut même en exporter vers les pays voisins.

## Controverse entre médecine fixe et médecine mobile
L’AMI est par essence un modèle de déploiement de structures de soins fixes (dispensaires, hôpitaux, etc.) visant à mailler progressivement tout un territoire. Les patients viennent se faire soigner (au fur et à mesure que la confiance dans là médecine occidentale s’implante) dans une démarche active du patient mais passive du soignant qui peut parfois être sous employé alors même que le ratio soignant/soigné est très faible. Là où elle n’est pas encore présente, ou là où elle ne peut se rendre persistent des foyers, des populations, qui peuvent être gravement victimes de maladies endémiques. C’est pour combattre spécifiquement la maladie du sommeil que va se dėvelopper le concept de médecine mobile à l’instigation d’Eugène Jamot, modèle qui sera ensuite étendu à d’autres endémies. Ainsi deux stratégies sanitaires très différentes, quoique d’une conception très verticale vont vite s’opposer dans l’Afrique tropicale colonisée par la France car elles font appel à la même source de financement ; le budget de la colonie, lequel n’a jamais pu subvenir totalement à ce double besoin. Il faudra attendre René Labusquière et son concept de « santé rurale » pour tenter une synthèse de ces deux approches, alors même que l’Afrique francophone est déjà décolonisée.

## Bilan
Au début des années 1960, la France laisse, sur les territoires où elle a exercé son influence, plus de 4 000 formations sanitaires diverses en pleine activité. Parmi elles, 2 500 dispensaires, pour la plupart ruraux, 600 maternités et 216 hôpitaux dont 41 grands hôpitaux, sans compter les centres spécialisés, les pharmacies d’approvisionnement et des écoles de formation médicale.
Dans certaines colonies l’AMI a pu obtenir l’éradication ou le contrôle de certaines endémies comme la variole très tôt éradiquée de Madagascar. Mais a contrario là comme ailleurs les moyens utilisés contre les grandes épidémies étaient à l’origine de graves tensions avec la population malgache. De même les conditions d’emploi des médecins autochtones a généré des ressentiments et a favorisé une politisation de nombre d’entre eux dont le plus cėlèbre est Félix Houphouët-Boigny médecin auxiliaire diplômé de l’École de Dakar, bien avant d’être ministre de la France et premier président de la Côte d'Ivoire. Si cette organisation médicale est présentée comme une œuvre humanitaire par les autorités coloniales, il apparaît que le choix des objectifs sanitaires était établi en fonction des priorités de l’administration (le besoin de main d’œuvre pour le développement économique de la colonie),. L’analyse de l’AMI durant la période coloniale permet de mettre en relief l’influence majeure de la considération politique sur le fait médical.